# BAYTL
BAYTL — спільний альбом американських реперів Gucci Mane та V-Nasty, виданий 13 грудня 2011 р. лейблами Vice Records і Warner Bros. Records. Перший офіційний сингл, «Whip Appeal», випустили 21 листопада 2011. Виконавчі продюсери: Gucci Mane, Zaytoven. Виконавчий співпродюсер: Кевін «Coach K» Лі.
16 грудня репери готувалися до зйомок кліпу на пісню «Push Ups» у студії звукозапису в Атланті. 16 грудня 2011 Slim Dunkin, запрошений гість на пісні, підписант 1017 Brick Squad, отримав вогнепальне поранення в груди у студії. Перед смертю виконавець сперечався у приміщенні з невідомим чоловіком, яким, як пізніше стало відомо, був атлантський репер Young Vito. 12 січня 2012 оприлюднили відео «Let's Get Faded» (більше 1 млн переглядів).

## Список пісень
| #   | Назва                             | Продюсер    | Тривалість |
| --- | --------------------------------- | ----------- | ---------- |
| 1.  | «Whip Appeal» (з участю P2theLA)  | Zaytoven    | 3:53       |
| 2.  | «Loaded» (з участю Mistah F.A.B.) | Zaytoven    | 4:18       |
| 3.  | «Let's Get Faded»                 | Zaytoven    | 4:00       |
| 4.  | «White Girl»                      | Zaytoven    | 3:57       |
| 5.  | «Push Ups» (з участю Slim Dunkin) | Zaytoven    | 4:39       |
| 6.  | «Food Plug» (з участю Berner)     | Zaytoven    | 4:22       |
| 7.  | «Out My Circle»                   | Tha Bizness | 2:56       |
| 8.  | «Hate Me Some More»               | Zaytoven    | 4:28       |
| 9.  | «Millions Every Month»            | Zaytoven    | 3:07       |
| 10. | «Fill My Shoes»                   | Zaytoven    | 4:31       |
| 11. | «Fuck You» (з участю Slim Dunkin) | Zaytoven    | 3:57       |
| 12. | «Slick Swag»                      | Zaytoven    | 2:17       |